# Ковчег (фильм, 2000)
«Ковчег (Нуцина школа)» — художественный драматический фильм режиссёра Мераба Кокочашвили.

## Сюжет
Грузия после распада СССР. Сорокалетнему вдовцу Нике достаётся родовое имение, и он решает создать в нём школу-интернат для детей с задержанным развитием. Общество не хочет принимать таких детей в нормальную жизнь, соседи пытаются отнять имение, а Ника старается защитить детей и сохранить для них дом…

## В ролях
- Заза Папуашвили — Ника
- Гогола Каландадзе
- Марика Чичинадзе — дочь Ники
- Тамара Схиртладзе — мать Ники
- Бека Кавтарадзе — Арсен
- Тамара Мамулашвили
- Софико Чиаурели — учительница
- Кахи Кавсадзе — сельский священник
- Нино Коберидзе — Магда
- Дато Хахидзе
- Давид Двалишвили — Како

## Съёмочная группа
- Режиссёр: Мераб Кокочашвили
- Сценарист: Мераб Кокочашвили
- Композитор: Вахтанг Кахидзе